# 爆野家
BAKUNOYA（爆野家）是台灣的漫畫家團體。由先先（SHEN）與阿颯（ASA）於2009年組成。兩人皆藝術設計相關學系畢業。主要繪製奇幻與料理相關的漫畫作品。除商業出版外，同時以「BAKUNOYA」之名參加同人活動。
- 「爆野」是作者自創的日本姓氏，比喻趕稿的時候「爆肝」的心情。

## 簡歷
- 2009年以《FLAVORS魔廚》獲得98年度行政院新聞局劇情漫畫獎優勝及最佳劇情獎。
- 2013年《臨時預約 陰陽堂》獲選文化部第35次中小學生優良課外讀物。

## 作品列表

### 漫畫
- 《FLAVORS 魔廚》（2010年，蓋亞文化，ISBN 978-986-6473-60-9）
- 《臨時預約 陰陽堂》（2012年，蓋亞文化，ISBN 978-986-3190-00-4）2011年發表於《CCC創作集》第5、6、7、8期[1])

### 同人誌
- 《雪夜之雷 THUNDERSNOW》
- 《吸血犬杰拉 GERA》
- 《東門曦》商業本「臨時預約‧陰陽堂」前傳
- 《千達之歌 CHANDDA》 (天下遠見出版 《未來少年 [第27~28期]》刊登)

### 其他短篇
- 〈媽媽的流星雨 STARFALL〉（2011年台北國際書展100%幸福紀念特輯）
- 〈夢 Dream〉（幼獅文化《幼獅少年 [第479期]:動手造世界》刊登）
- 〈怪物的名字〉（康軒文化《中學生元氣誌 [第1~8期]》刊登）

## 外部連結
- 爆野家BAKUNOYA（官方部落格） （页面存档备份，存于）
- Facebook
- PIXIV （页面存档备份，存于）